# Supermarine Spitfire
Supermarine Spitfire je bilo britansko lovsko letalo druge svetovne vojne.
Spitfire je z značilnimi tankimi eliptičnimi krili, ozkim trupom, izjemno aerodinamiko in odličnimi manevrskimi lastnostmi, nedvomno eno najbolj znanih in slavnih letal v letalski zgodovini. Svojo nalogo je, kot eno zadnjih propelerskih lovskih letal, opravljalo vse do sredine petdesetih let 20. stoletja. Nebo so takrat že povsem obvladovali reaktivni lovci.

## Zgodovina
R. J. Mitchell je kariero letalskega konstruktorja kot mlad inženir začel kmalu po prvi svetovni vojni. Snoval je športna letala, s katerimi je nato Supermarine sodeloval na tekmovanjih za Schneiderjev pokal. To hitrostno tekmovanje vodnih letal je osvojil kar štirikrat. Leta 1922 še z dvokrilnim letečim čolnom s potisnim propelerjem Sea Lion II, leta 1927 z letalom S.5, leta 1929 z modelom S.6 in nato še leta 1931 z izboljšanim modelom S.6b. Leta 1931 je Supermarine osvojil (precej kičast) Schneiderjev pokal v trajno last. Danes sta zmagovalno letalo Supermarine S.6b (S.1595 - še neobnovljen), kot tudi sam pokal, na ogled v Muzeju znanosti (Science Museum) v Londonu (četrt Kensington). Sestrsko letalo S.6b (S.1596) je 29. septembra 1931 doseglo nov svetovni hitrostni rekord - 655,67 km/h (407,5 mph). Usoda tega letala je (zaenkrat še) neznana.
Uspehe je Mitchell dosegal s kombinacijo močnega motorja in z do skrajnosti in potankosti dodelano aerodinamično obliko svojih letal. To kombinacijo je znova uporabil tudi leta 1931, ko je Supermarine na povabilo letalskega ministrstva sodeloval na natečaju za novo enokrilno lovsko letalo Vojnega letalstva (RAF) Združenega kraljestva. Priglasil se je z lovcem fiksnega podvozja, še odprte kabine in z »negativnim galebjim krilom«, opremljen je bil z močnim motorjem Rolls-Royce Goshawk s parnim hlajenjem. Letalo Supermarine Type 224 ni bilo izbrano na natečaju, dejansko ministrstvo ni bilo zadovoljno prav z nobenim od predstavljenih letal. Mitchell je to letalo predelal. Motor Goshawk je povzročal velike težave, podobna polomija se je R-R ponovila še z motorjema Peregrine in Vulture.
Prenovljeno letalo je dobilo uvlačljivo podvozje in zaprto kabino, dodali so tudi kisikovo masko za letenje na velikih višinah. Vgradili so novi motor Rolls-Royce PV-12 (PV pomeni Private Venture). R-R je namreč ta motor zasnoval in izdelal mimo uradnega natečaja kot nadomestilo za neuspešna motorja Goshawk in Peregrine, pobudo zanj je dal še sam Sir Frederick Henry Royce. F. H. Royce in R. J. Mitchell sta bila tudi zasebno zelo dobra prijatelja. Pozneje so ta motor preimenovali v Rolls-Royce Merlin. Imel je klasično tekočinsko hlajenje s takrat še povsem novim glikolom, danes znanim kot "antifriz". Ta je dovoljeval višje temperature hlajenja in tudi letenje na zelo velikih višinah, kjer so temperature globoko pod ničlo. Merlin je gnal Spitfireje od Mk I do Mk IX, pozneje pa ga je zamenjal nov, večji motor Griffon. Rolls-Royce je z Merlinom in Griffonom zadel v polno. Danes oba motorja veljata za najuspešnejša in verjetno tudi najboljša batna letalska motorja za propelerska lovska letala v vsej letalski zgodovini.
Leta 1935 je ministrstvo ponovilo natečaj za novo lovsko letalo. Supermarine se je na natečaj odzval z izboljšanim modelom 224, ki pa je bil znova zavrnjen. Tokrat samo zaradi nezadostne oborožitve z le štirimi mitraljezi, ministrstvo pa je zahtevalo oborožitev z osmimi. Konstrukcija teh kril ni omogočala vgradnje dodatnih mitraljezov. Mitchell je zato posegel po skrajni metodi, ki se je pozneje izkazala za revolucionarno. Nastalo je izjemno lepo letalo z značilnimi, tankimi eliptičimi krili. Mitchellu je uspelo nemogoče - ustvaril je tehnično mojstrovino in obenem estetsko umetnino. Za mnoge letalske sladokusce je Spitfire najlepše letalo vseh časov.
Eliptično krilo nudi največ vzgona glede na dolžino, obenem pa je v njem še dovolj prostora za oborožitev. Tovrstna oblika krila se tudi najbolj obnese v situacijah, ko pilot izgubi nadzor nad letalom. Letalo obdrži v še obvladljivem položaju, to pa je odločilnega pomena pri ponovni vzpostavitvi nadzora. Idejo o krilu takšne oblike je Mitchell dobil od Nemcev, zgledoval se je po nemškem letalu Heinkel He 70 Blitz. Takšno letalo je Rolls-Royce dobil v zameno za štiri motorje Rolls-Royce Kestrel, dva od teh so Nemci uporabili za prototip Bf 109. Mitchell je to krilo za svoje letalo prilagodil in stanjšal. Ena od najbolj bistvenih izboljšav je bila rahla ukrivljenost (vzvitje) krila, ki je še dodatno pripomogla k obvladovanju letala v ostrih zavojih pri nizkih hitrostih. Izboljšava se je izkazala za dvorezen meč, saj je zaradi tankega profila krila to pri velikih hitrostih znalo delati težave. Dogajalo se je namreč, da je aerodinamična sila spremenila tok zraka okoli krilc in obrnila konico krila v napačno smer, hkrati pa je otrdela tudi krmilna palica. Pozneje je preizkusni pilot Jeffrey Quill ugotovil, da te težave povzročajo s platnom prevlečena krilca. Visoke hitrosti so namreč povzročile napihovanje platna na krilcih ("ballooning"), zato so jih prevlekli z duraluminijem in obe težavi sta bili rešeni. Hiba je bilo tudi podvozje, ki se je uvleklo navzven v krilo, podobno kot pri Messerschmittu Bf 109. Zato je bil kolotek ozek, letalo je bilo pri pristankih rahlo nestabilno, a še zmeraj povsem obvladljivo. Samo za Spitfire so morali pri Dunlopu izdelati prav posebno ozke pnevmatike, da so podvozje sploh lahko spravili v tanko krilo. Za "prvega mojstra Spitfira", Jamesa Edgarja "Johnnieja" Johnsona (38 zmag, njegov Spitfire je nosil oznake JE-J) in njemu podobne ase, pa vse to ni bila prav nobena težava.
Kljub nekaterim problemom, je tako predelano letalo z imenom Supermarine Type 300 ministrstvo sprejelo pod delovnim imenom (specifikacijo) F.10/35.

### Rojstvo Spitfira
Ministrstvo je na Vickers-Armstronga, lastnika podjetja Supermarine, poslalo seznam možnih imen za novo letalo. Na predlog takratnega direktorja Vickers-Armstronga, sir Roberta MacLeana, so izbrali ime Spitfire. Izraz izvira še iz elizabetinskih časov in pomeni temperamentno in besno žensko ali dekle, po neki drugi razlagi pa pomeni orožje, ki bruha ogenj. V podjetju so ga neuradno uporabili že za letalo F.7/30 Type 224. Zanimivo je, da Mitchell imena spitfire osebno ni preveč maral ("Spitfire was just the sort of bloody silly name they would choise."). Tu se je motil. Danes sta tako R. J. Mitchell, kot njegov spitfire za vekomaj zapisana v ne samo letalsko zgodovino.
Prototip spitfira, K5054, je prvič poletel 5. marca 1936, točno štiri mesece za prototipom lovca hawker hurricane (K5083), z letališča Eastleigh Aerodrome pri Southamptonu. Vickersov preizkusni pilot, stotnik Joseph "Mutt" Summers, je letalo s pomočniki (Jeffrey Quill) testiral vse do 26. maja 1936, nato so ga predali uradnemu centru za preizkušanje letal in orožja. In še pred končnim poročilom centra je ministrstvo za obrambo 3. junija 1936 naročilo 310 spitfirov (in tudi 600 hurricanov). Javnosti so spitfira prvič predstavili 27. junija 1936 na letališču Hendon. R. J. Mitchell je, čeprav že hudo bolan, še lahko prisostvoval krstnemu poletu "njegovega otroka" na letališču Eastleigh pri Southamptonu. Po Mitchellovi smrti 11. junija 1937, je razvoj spitfira vse do konca proizvodnje uspešno vodil njegov tesni sodelavec inženir Joseph "Joe" Smith.
Piloti so neverjetno radi leteli s tem enkratnim letalom, mnogi so se za svoja življenja lahko zahvalili prav njemu. Celo slavni nemški piloti, med drugimi tudi Werner Mölders in Adolf Galland, ki so preizkušali zajete primerke, so bili po poletih z njim izredno navdušeni. Dejali so, da s spitfirom lahko leti vsak otrok, tako enostaven in prijeten je bil za pilotiranje, podobno so menili tudi še za hurricane. To je bila zelo krepka zaušnica nemškim letalskim konstruktorjem. Očitno takratna nemška lovska letala niso bila niti enostavna niti prijetna za pilotiranje.
Že med 2. SV so skonsturirali njegovega naslednika z imenom spiteful (sprva naj bi se imenoval victor), ki pa ni imel več eliptičnih kril. Zanj so že uporabili takrat še novo krilo z laminarnim profilom, takšnim kot ga je imel ameriški lovec North American P-51 Mustang. Najnovejše raziskave in računalniške simulacije pa so postregle z nepričakovanimi in s sila presenetljivimi rezultati. Spitfirovo tanko eliptično krilo je v številnih lastnostih precej prekašalo tako zelo opevano mustangovo in spitefulovo laminarno krilo.
Kot vedno, so za letalske konstruktorje večen navdih ptice. Za eliptična krila je prve študije in izračune opravil in jih že leta 1906 v dveh knjigah tudi objavil angleški multiznanstvenik Frederick William Lanchester. Njegovi knjigi sta bili prevedeni tudi v francoščino in v nemščino. Niti v Angliji niti v Franciji nista naleteli na kakšno posebno zanimanje, bili sta daleč pred časom in tedanjimi pojmovanji. Precej drugače pa je bilo v Nemčiji, tam so še pred koncem 1. SV že začeli z izračuni in s poskusi. Nemški fizik in matematik Ludwig Prandtl je lahko samo še v celoti potrdil pravilnost študij Fredericka Williama Lanchestra. Eliptično krilo je za Spitfire predlagal mladi kanadski aerodinamik Beverley Strahan Shenstone. Kot je pozneje sam povedal, niti niso toliko posnemali krila heinkla 70, kot pa njegove nove vgreznjene (za)kovice (flushing rivets), ki so samo še dodatno izboljšale že tako odlično aerodinamiko spitfira. Shenstone je po diplomi na torontski univerzi eno leto delal v Nemčiji pri Junkersu, tam se je verjetno seznanil z nemškimi izsledki študij eliptičnega krila. Leta 1931 ga je pri Supermarinu v službo vzel R. J. Mitchell osebno. On ni bil toliko navdušen nad njegovim znanjem gradenj kril, zato pa je bil toliko bolj nad njegovim izrednim poznavanjem aerodinamike. V nova eliptična krila bodočega spitfira je Mitchell nato z lahkoto lahko vgradil od ministrstva zahtevanih osem strojnic (Eight-gun Spitfire). Pozorni opazovalci so opazili, da je tudi repni višinski stabilizator s krmili v bistvu le pomanjšana in zrcalna oblika prednjega krila - torej eliptičen. Po Mitchellovi smrti je Shenstone leta 1938 zapustil Supermarine.
Preizkusni pilot Jeffrey Quill je pilotiral prav vse izvedenke spifira.
Vsega skupaj so izdelali 20.351 spitfirov vseh različic.
- Replika prototipa spitfira K5054. Original je bil poškodovan pri pristanku 4. septembra 1939, pilot White se je pri tem ubil. Letala, na žalost, niso popravili.
- Pilotska kabina spitfira - pilotov pogled nanjo.
- Pilotska kabina spitfira. Nad instrumentno ploščo je viden novi žiroskopski odbojni vizir.
- Ferrantijev žiroskopski odbojni vizir Mk IID v Spitfiru Mk IXb. Bili so predhodniki današnjih HUD (Head-Up-Display).
- "Prvi mojster spitfira", James Edgar "Johnnie" Johnson in njegova prijateljica, labradorka Sally na krilu njegovega spitfira Mk IXb. Slikano 31. julija 1944 v Bazenvillu v Normandiji.
- Irski letalski as Brendan Eamonn Fergus "Paddy" Finucane v svojem spitfiru UD-W. Bil je najmlajši polkovnik RAF. Utonil v svojem spitfiru 15. julija 1942.
- Avstralski letalski as Clive Robertson "Killer" Caldwell ob svojem spitfiru z začetnicami njegovega imena.
- Avstralski piloti spitfirov - Clive Robertson "Killer" Caldwell je četrti z leve.
- Južnoafriški letalski as Adolph Gysbert "Sailor" Malan.
- Legendarni pilot Red Arrowsov, pozneje tudi veteranov in Warbirdsov - Novozelandec Ray Hanna v spitfiru MH434.
- spitfire Mk XIX z dvema nasprotivrtečima se propelerjema - še en izum Fredericka Williama Lanchestra iz leta 1907. Tako so izničili torzijo propelerja.spitfire Mk XIX z dvema nasprotivrtečima se propelerjema - še en izum Fredericka Williama Lanchestra iz leta 1907. Tako so izničili torzijo propelerja.
- Vzvratno ogledalo spitfira - inovacija Alberta Balla še iz 1. SV.Vzvratno ogledalo spitfira - inovacija Alberta Balla še iz 1. SV.
- "Slečen" spitfire Mk XIV z motorjem Griffon in s povsem novim petlistnim Rotolovim v levo vrtečim se propelerjem. Viden je tudi nov kapljičast pokrov pilotske kabine namesto Malcolm pokrova."Slečen" spitfire Mk XIV z motorjem Griffon in s povsem novim petlistnim Rotolovim v levo vrtečim se propelerjem. Viden je tudi nov kapljičast pokrov pilotske kabine namesto Malcolm pokrova.
- Izdelava spitfirov v novi tovarni Castle Bromwich. Stara Supermarinova tovarna v Southamptonu je bila dotlej prevečkrat bombardirana.
- Britanski premier sir Winston Churchill si 28. septembra 1941 ogleduje izdelavo spitfira v Castle Bromwichu pri Birminghamu. Večina delovne sile so bile tam ženske. Podobno je bilo tudi pri sestavljanju R-R letalskih motorjev Merlin in Griffon npr. v Glasgowu na Škotskem.
- Izvedenke spitfirov z motorji R-R Griffon so bile zelo uspešne tudi proti nemškim letečim bombam V-1. Spitfire na sliki bo z naglim dvigom levega krila spravil V-1 iz ravnotežja in ta bo nato strmoglavila. Za takšne naloge so bili še posebej primerni Hawkerjevi tempesti in ameriški P-47 thunderbolti.
- Vstavljanje kamere v fotografsko izvedenko spitfira PR. Ti so tudi napravili mnoge posnetke obalnega področja v Normandiji, kjer je bila pozneje invazija - D-Day oz. Overlord oz. Neptun. To mesto za invazijo je napovedal že nemški feldmaršal Erwin Rommel.
- Redka dvosedežna izvedenka spifira.

## Tipi
- K5054
- Mark I
- Mark II
- Mark III
- Mark IV
- Mark V
- Mark VI
- Mark VII
- Mark VIII
- Mark IX
- Mark Tr9
- Mark PRX
- Mark PRXI
- Mark XII
- Mark XIV
- Mark XVI
- Mark XVIII
- Mark PRXIX
- Mark 21
- Mark 22
- Mark 24

## Uporabniki
- Avstralija
- Belgija
- Burma
- Kanada
- Kitajska
- Češkoslovaška
- Danska
- Egipt
- Francija
- Tretji rajh
- Grčija
- Hong Kong
- Indija
- Irska
- Izrael
- Italija
- Nizozemska
- Nova Zelandija
- Norveška
- Poljska[5]
- Portugalska
- Filipini
- Rodezija
- Južnoafriška republika
- Sovjetska zveza
- Švedska
- Sirija
- Tajska
- Turčija
- Združeno kraljestvo
- ZDA
- Jugoslavija